# Tapeten 9
| Fastigheten Tapeten 9 sedd från Hornsgatan mot öster, 1962 och 2018. |  | Fastigheten Tapeten 9 sedd från Hornsgatan mot öster, 1962 och 2018. |
| Fastigheten Tapeten 9 sedd från Hornsgatan mot öster, 1962 och 2018. |  |                                                                      |

Tapeten 9 är en fastighet belägen mellan Hornsgatan 118–120 på nordvästra Södermalm i Stockholm. Tapeten 9 består av två sten- och ett trähus från 1700-talet och 1800-talets första hälft som torna högt över Hornsgatans västra del och utgör ett välkänt inslag i den lokala stadsbilden. Samtliga byggnader i fastigheten är blåmärkta av Stadsmuseet i Stockholm vilket innebär att de har "synnerligen höga kulturhistoriska värden". Bebyggelsen, som numera hör till Brännkyrkagatan ägs och förvaltas av kommunägda AB Stadsholmen.

## Kvarteret

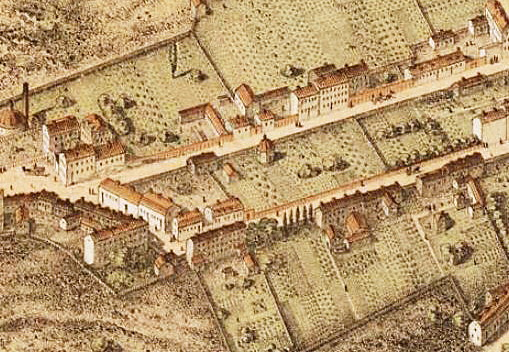
Hornskroken och Hornsgatan på Neuhaus Stockholmspanorama, 1870-tal.

Tapeten 9 är en del av kvarteret Tapeten som bildades kring sekelskiftet 1900. Ett tidigare namn var Ulven mindre. Till samma kategori av byggmaterial-relaterade kvartersnamn öster om Högalidskyrkan hör bland annat Bjälken, Läkten, Plankan, Pålen och Sparren. Inom kvarteret ligger även fastigheten Tapeten 10 med Wirwachs malmgård. Kvarteret Tapeten begränsas i norr av Brännkyrkagatan, i öster av Ringvägen, i söder av Hornsgatan och i väster av Ansgariegatan.
Ursprungligen sträckte sig kvarteret i väster fram till Hornskroken (även kallad Hornstullsgatan). Här träffade Hornsgatan på Mullvadsberget och tog slut. För att komma vidare till Hornstull var man tvungen att vika av norrut och sedan böja i en tvär sväng mot väster igen framför Wirwachs malmgård. Denna sväng kallades för Horns krok, eller Hornskroken. Kring sekelskiftet 1900 sprängdes ett dike i Mullvadsberget, Hornsgatan förlängdes västerut och fick sin nuvarande sträckning. En körbar väg mellan Hornsgatan och Hornskroken fanns inte längre, men för gående anordnades en trappa. Just här finns rester av den historiska bebyggelsen bevarat som numera hör till Brännkyrkagatan 111A–C.

## Fastigheten Tapeten 9

### Brännkyrkagatan 111 A

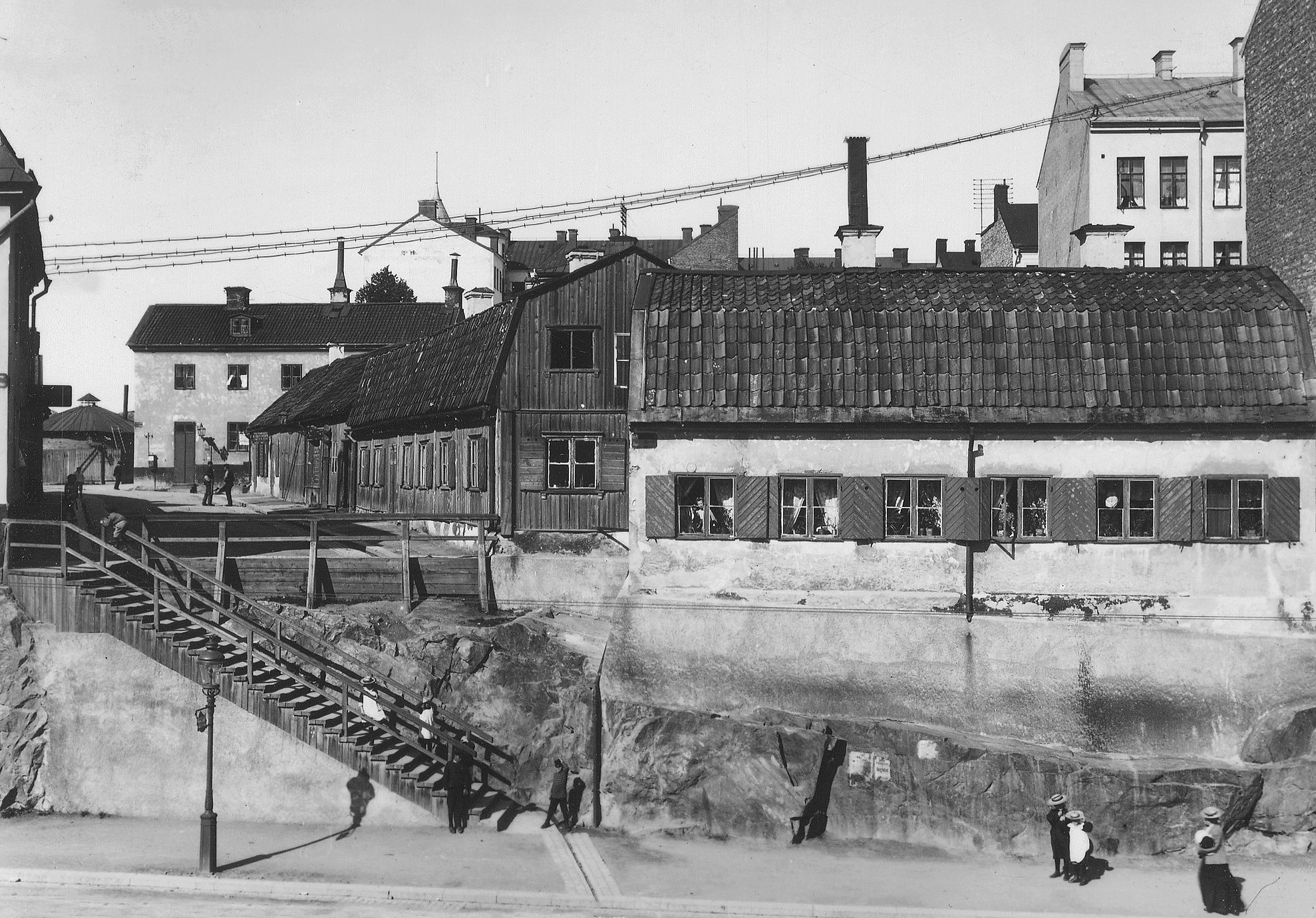
Nuvarande Brännkyrkagatan 111 A och Hornskroken 1906.

På platsen stod ett timmerhus från 1700-talets andra hälft. Den nuvarande byggnaden uppfördes 1841 och ligger med sin långsida mot Hornsgatan. Det rör sig om ett putsat och gult avfärgat stenhus i 1½ våning under ett brutet sadeltak. Byggherren var krögaren E. Nilsson som bodde här med hustru och barn samt två hyresgäster. 
År 1871 ägdes huset av fabrikören J. P. Levins arvingar. Då hade Hornsgatan samma höjd som huset. Mot gatan fanns en salubod med en utanpåliggande trappa. I en samtida brandförsäkring beskrivs husets interiör med två rum med kakelugnar i bottenvåningen. Från bottenvåningen ledde en trappa till en inredd vind med brandbotten. På vinden fanns ytterligare två rum som fick dagsljus via fönster i gaveln. 
På 1870-talet bodde främst änkor och arbetare på gården, förmodligen under mycket enkla förhållanden. År 1877 förvärvades huset av Stockholms stad, troligen för att riva det inför den planerade sänkningen och breddningen av Hornsgatan. Byggnaden renoverades och moderniserades i slutet av 1960-talet av arkitektavdelningen på Stockholms stads fastighetskontor.

### Brännkyrkagatan 111 B

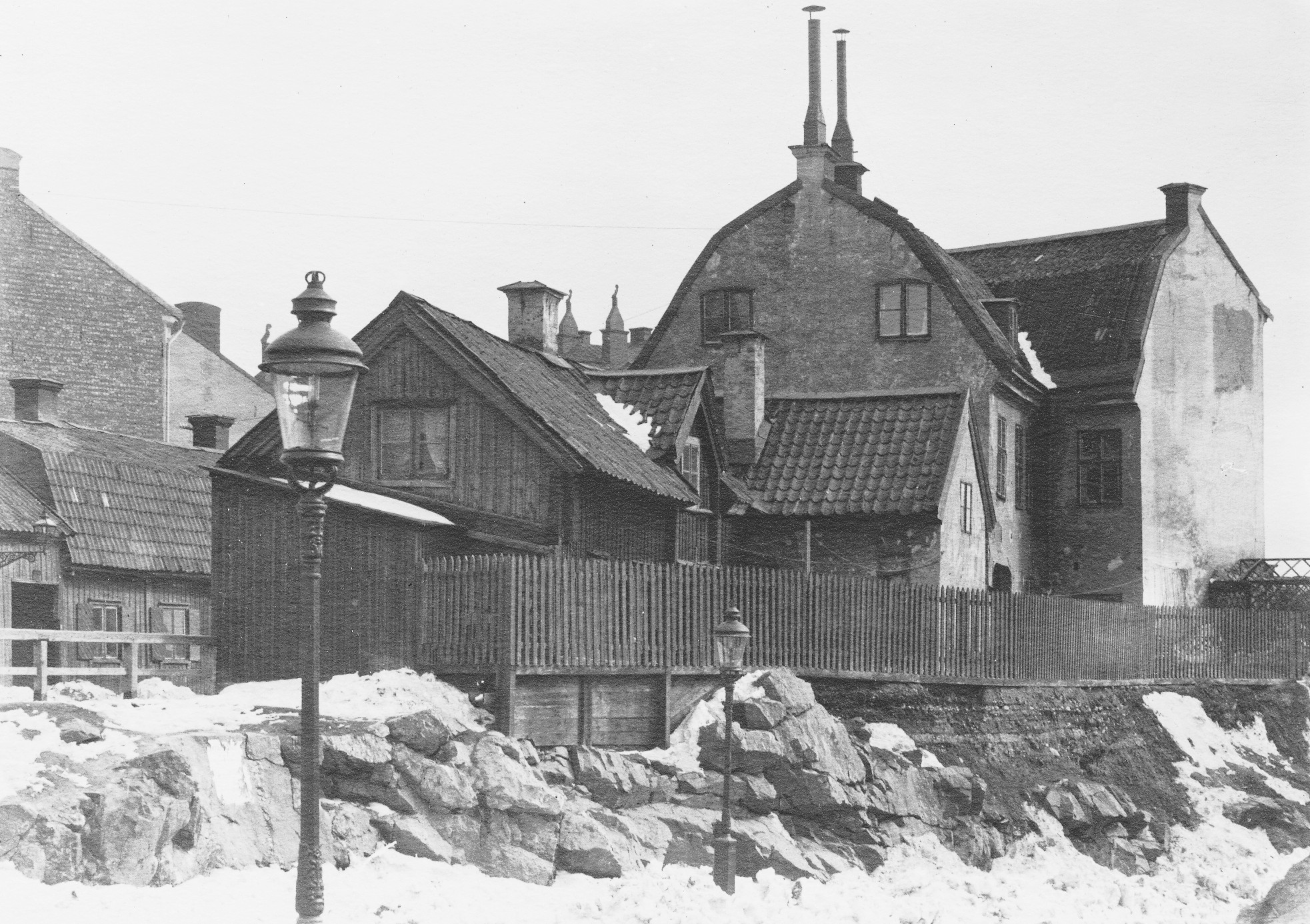
Nuvarande Brännkyrkagatan 111 B–C sedd från Ansgariegatan omkring 1900.

Byggnaden är ett vinkelbyggt stenhus med två våningar mot Hornsgatan och två våningar mot före detta Hornskroken nummer 1. Det uppfördes på 1760-talet för hökaren Andes Wittenberg. Han ägde även det intilliggande trähuset från 1730-talet (se Hornsgatan 111 C). Av brandförsäkringen från 1764 framgår att stenhuset hade i bottenvåningen tre rum och en bagarstuga, därunder en välvd källare. Den andra våningen innehöll sju rum och på vinden, som var brandsäkrat genom en brandbotten, fanns sex rum som ännu inte var färdigställda vid brandbesiktningen. Vinden fick dagsljus via fyra fönster i gaveln mot Hornsgatan.
På 1800-talet ägdes fastigheten av medlemmar ur den högre medelklassen, bland dem en viktualiehandlare, en tobakshandlare, en kronoinspektör och en bomullsfabrikör. Den senare bodde här tillsammans med fru, fosterson, handelsbokhållaränka, en lärgosse och en piga. Dessutom hyrde han ut till en bomullsvävargesäll, en sidenfabrikörsänka, en rättaränka, bomullsväverska och en kattunsträckaränka.
På 1840-talet fanns en fattigskola för Södermalms barn i stenhuset. 1860 omnämns byggnaden som Maria Församlings Folkskola. På 1890-talet hade Västra järnarbetarnas fackförening en lokal i huset. På ett fotografi från år 1900 framgår att en plåtslagare hade sin verksamhet i byggnaden. 1884 köptes stenhuset av staden, det dröjde fram till slutet av 1960-talet innan Fastighetskontoret lät renovera och modernisera byggnaden.

### Brännkyrkagatan 111 C
Brännkyrkagatan 111 C är ett panelat och rödfärgat trähus i en våning från 1730-talet. I huset fanns ursprungligen fyra rum och en hökarebod. Vinden var inredd. Mot gatan utformades de båda takkupor som frontespisar, en liknande gestaltning fick takkupan mot gården i väster. Mot gården kompletterades huset av en tillbyggnad med gulputsade fasader. Trähuset hörde till samma fastighet som grannhuset, före detta Hornskroken nr 1, och hade samma ägare (se Brännkyrkagatan 111 B). Huset renoverades och moderniserades i början på 1970-talet av Fastighetskontoret. Av äldre byggnadsdetaljer finns endast en murad spis med kåpa från 1700-talet bevarad.

Nutida bilder.
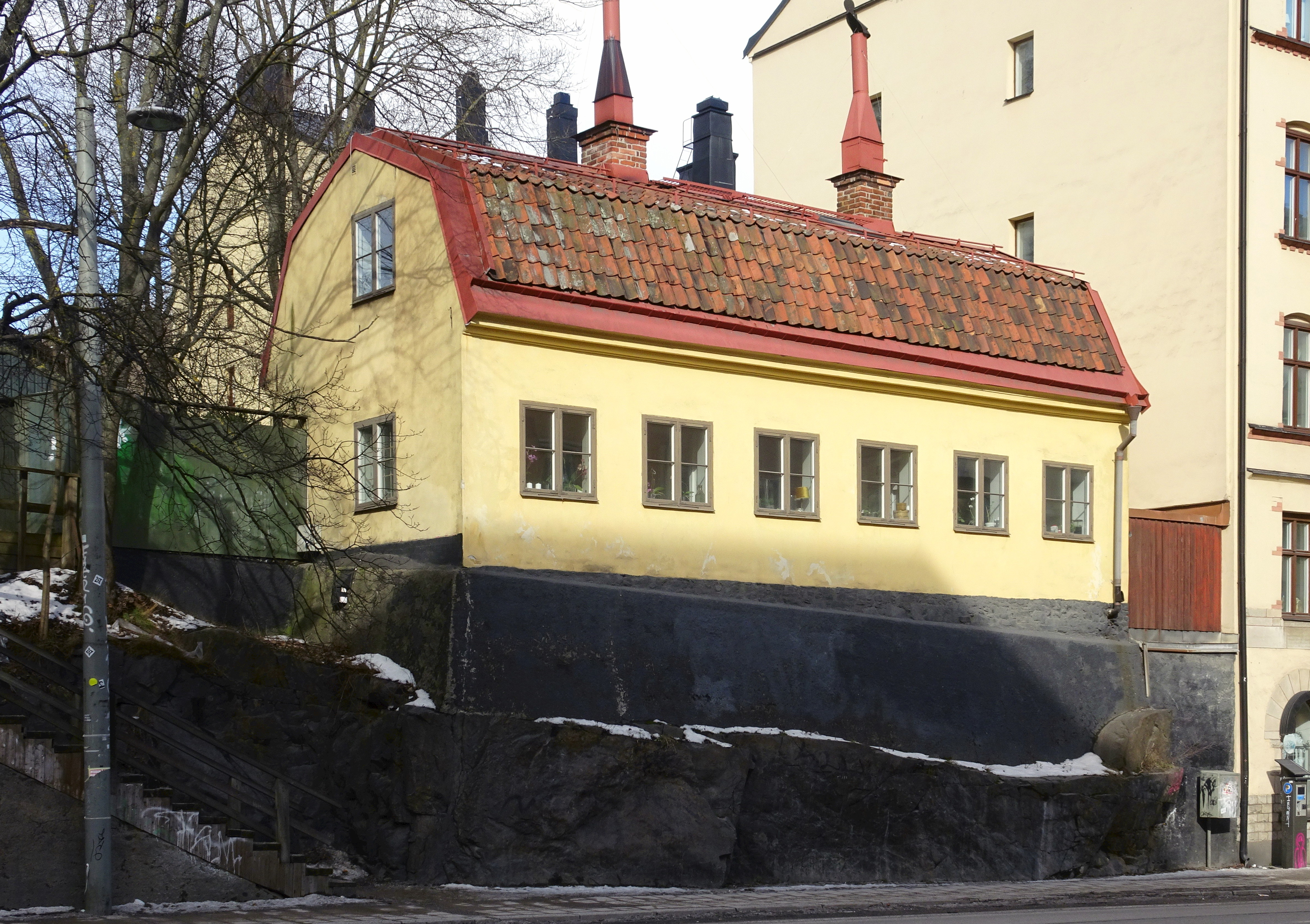
Brännkyrkagatan 111 A
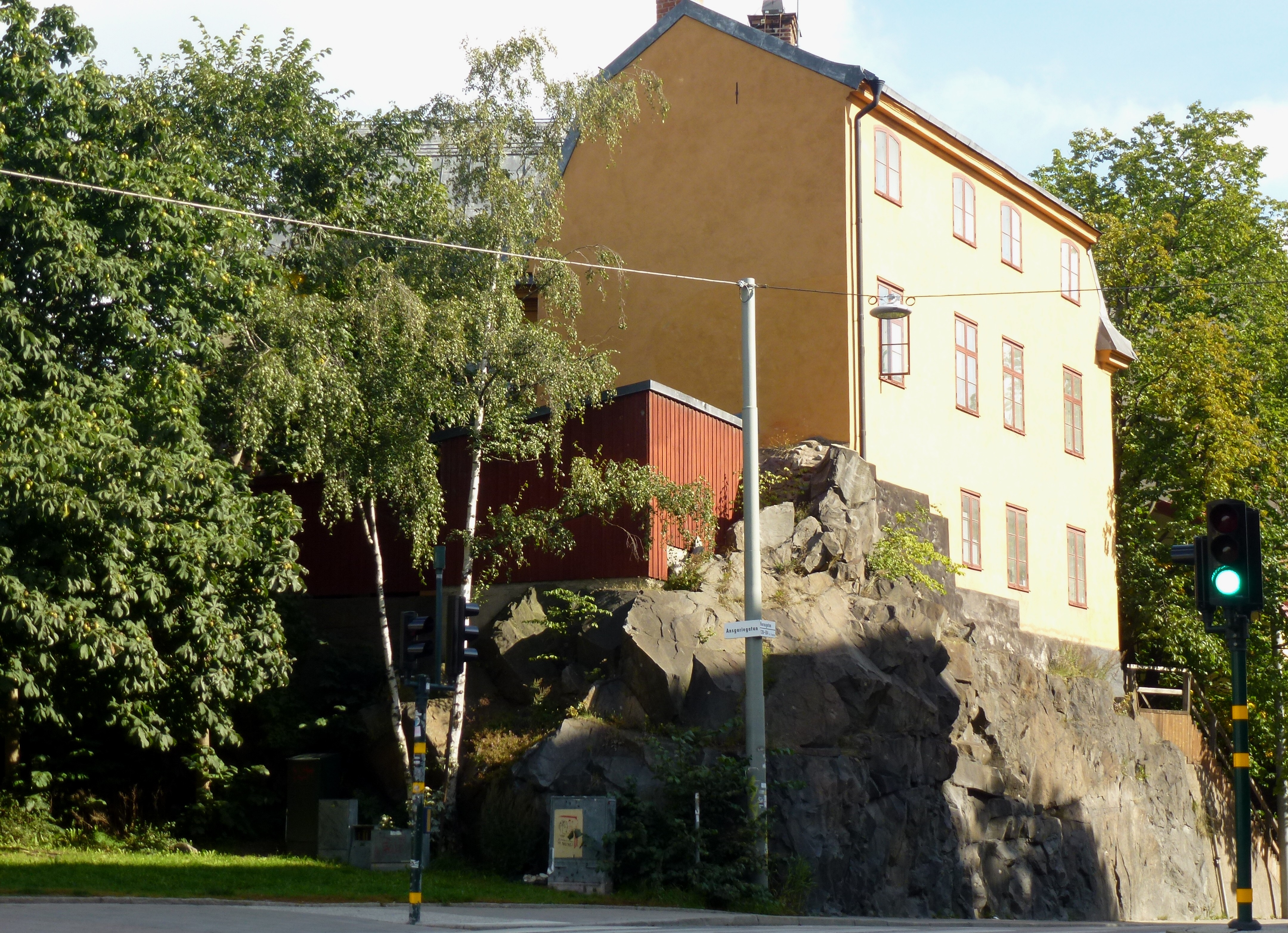
Brännkyrkagatan 111 B
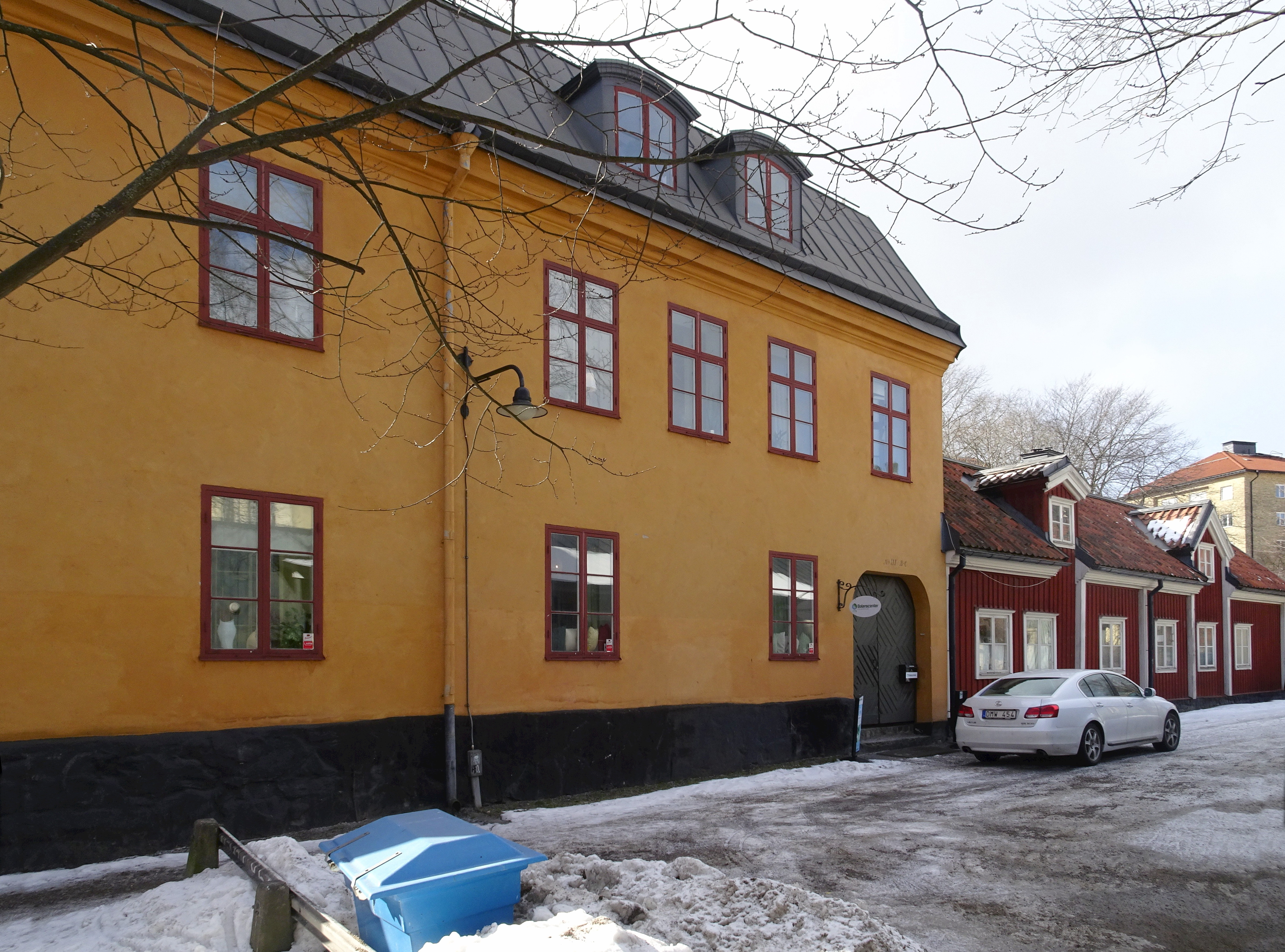
Brännkyrkagatan 111 B–C
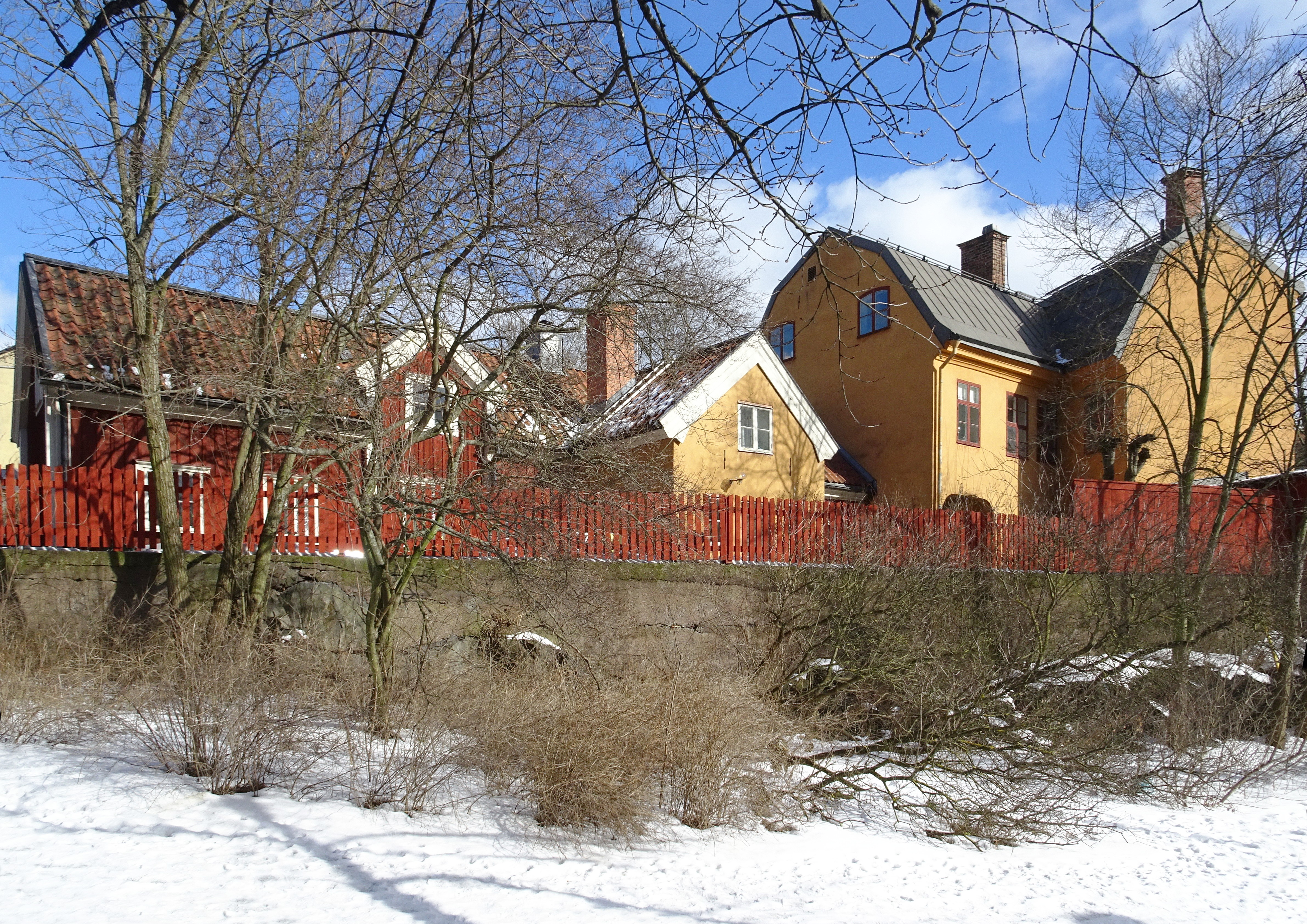
Brännkyrkagatan 111 B–C (gårdssidan)
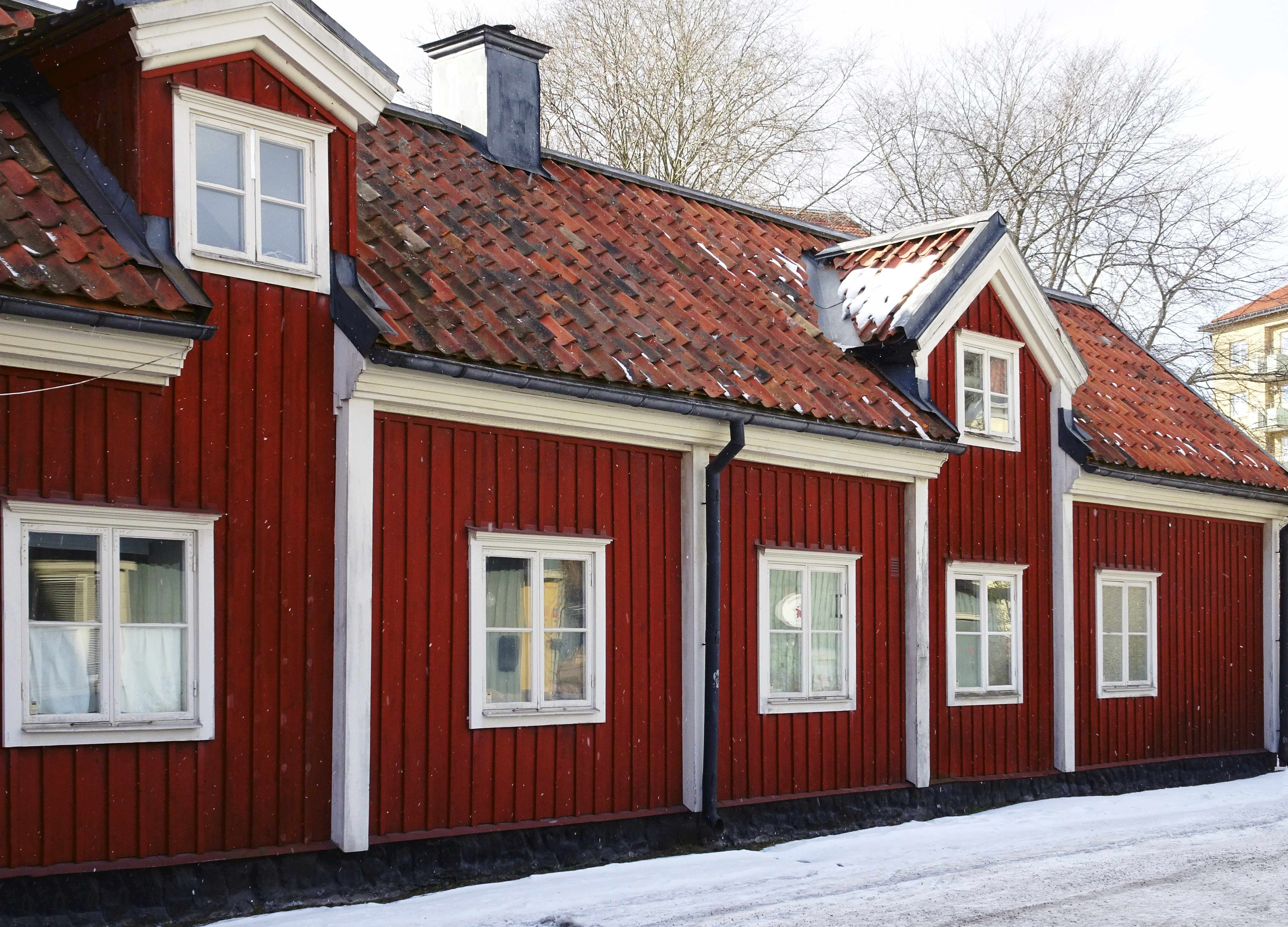
Brännkyrkagatan 111 C